# Sergei Iwanowitsch Newerow

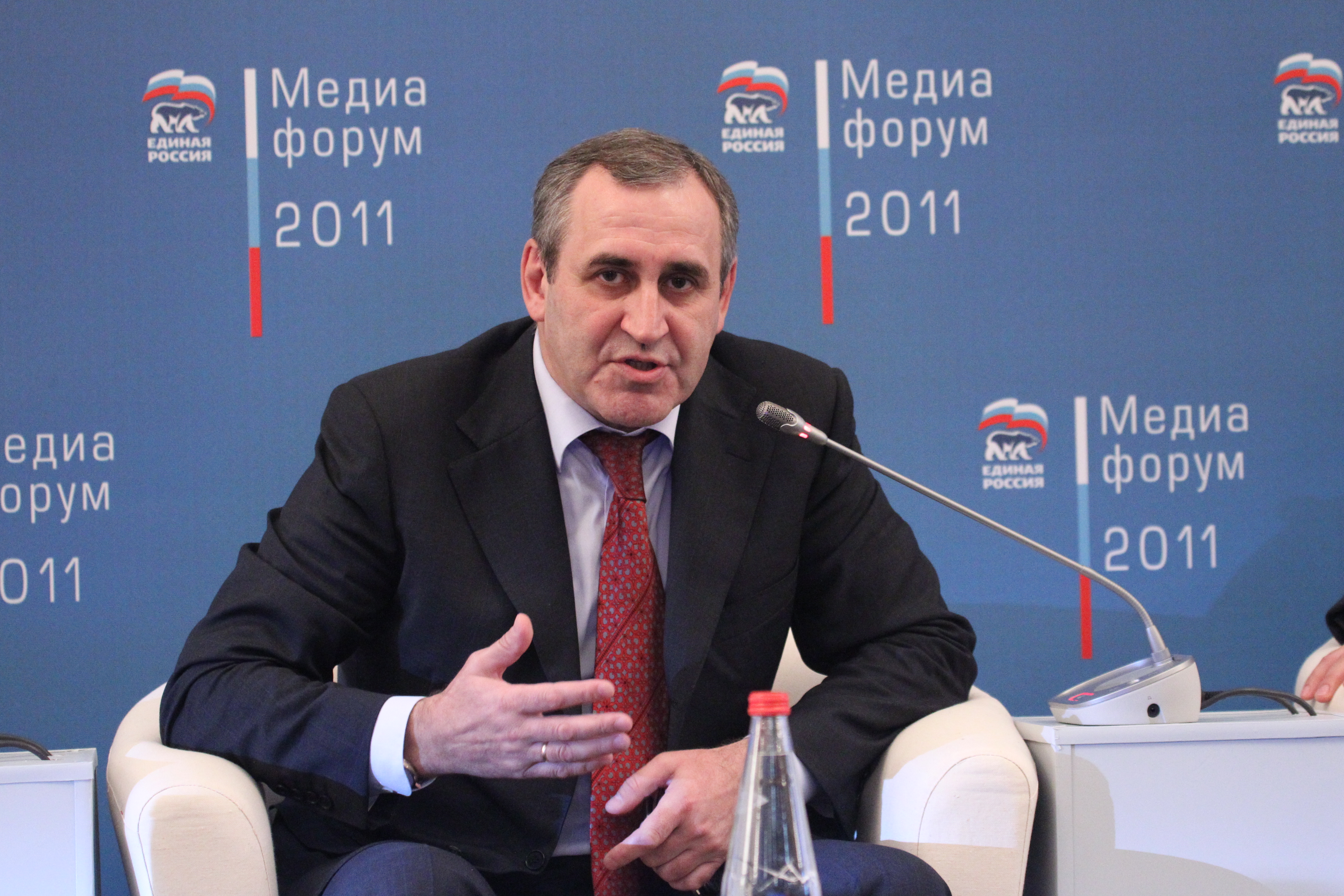
Sergei Iwanowitsch Newerow, 2011

Sergei Iwanowitsch Newerow (russisch Сергей Иванович Неве́ров; * 21. Dezember 1961 in Taschtagol) ist ein russischer Politiker und seit Oktober 2017 Fraktionsvorsitzender der Partei „Einiges Russland“ in der Staatsduma der Föderationsversammlung der Russischen Föderation.

## Biographie
Newerow absolvierte 1983 das Taschtagoler Kolleg für Bergbau und Metallurgie, wo er sich zum Elektromechaniker ausbilden ließ. Das Studium setzte er später im gleichnamigen Institut in Sibirien fort und erwarb dort einen Abschluss (mit Auszeichnung) als Bergbautechniker. Im Jahr 2000 folgte ein weiterer akademischer Abschluss als Anwalt in der Akademie für Arbeit und Soziale Beziehungen in Moskau.
Zwischen 1989 und 1999 war Newerow Vorsitzender im Gewerkschaftskomitee des Bergbaubetriebs „Esaulskaja“. Bis 1991 war er Mitglied der Kommunistischen Partei der Sowjetunion.
1999 wurde Newerow mit Unterstützung durch den Gouverneur der Oblast Kemerowo Aman Tulejew für den Nowokusnezker Einzelmandatsbezirk in die russische Staatsduma der dritten Einberufung gewählt. Zu dem Zeitpunkt gehörte er der Volkspartei der Russischen Föderation. Im September 2003 wechselte Newerow zur Fraktion „Einiges Russland“, die von Wjatscheslaw Wolodin geführt wurde. Im Dezember desselben Jahres wurde er als Abgeordnete der Partei „Einiges Russland“ in die Duma der vierten Einberufung gewählt. Im Parlament übernahm er die Funktion des ersten stellvertretenden Vorsitzenden des Ausschusses für Arbeit und Sozialpolitik.
2007 kühlten sich die Beziehungen zwischen Newerow und Tulejew merklich ab, nachdem Tulejew seinem ehemaligen Günstling vorwarf, sich nicht genug für die Entwicklung der Region Kemerowo eingesetzt zu haben. In der Folge wurde Newerow aus der Wahlliste der Provinz gestrichen. Stattdessen unterstützten die leitenden Funktionäre von „Einiges Russland“ seine Kandidatur für die Region Altai, obwohl Nemerow sich mit politisch-wirtschaftlicher Situation des Gebiets nicht auskannte.
Auf Vorschlag des Parteivorsitzenden Wladimir Putin wurde Newerow im September 2011 zum Sekretär des Präsidiums des Generalrats von „Einiges Russland“ ernannt. An seinem 50. Geburtstag, dem 21. Dezember 2011, wurde Newerow zum Vize-Sprecher der Staatsduma gewählt.
Im Oktober 2017 nominierte Ministerpräsident Dmitri Medwedew Newerow für den Posten des Fraktionsvorsitzenden von „Einiges Russland“.
Wegen der völkerrechtswidrigen russischen Annexion der Krim und wegen des russischen Kriegs in der Ostukraine befindet sich Newerow seit Juli 2014 auf der Sanktionsliste der USA.